# Orkangers kommun
Orkangers kommun (norska: Orkanger kommune) var en kommun i Sør-Trøndelag fylke i mellersta Norge. 

## Historia
Orkangers kommun bildades 1920 när Orkdals kommun delades i tre delar, Orkanger, Orkland och Orkdal. Den nybildade kommunen hade då 1 715 invånare. 
Orkangers kommun upphörde när den slogs samman med Orkdal, Orkland och Geitastrands kommuner 1963.